# قیامت عشق
قیامت عشق فیلمی به کارگردانی و نویسندگی هوشنگ حسامی محصول سال ۱۳۵۲ است.

## خلاصه داستان
[متن زیر پایان‌بندی داستان را آشکار می‌کند.]
«حسین آقا» بزاز قبل از مرگ به «آقا کمال» (عزت‌الله انتظامی)، مرد پارسا و پرهیزکار، وصیت می‌کند که سرپرستی دخترش «گُل‌رُخ» (فرشته جنابی) را بپذیرد. آقا کمال دختر را به خانه‌اش می‌برد و همسرش (مهین شهابی) معترض است که با وجود پسر جوانش «احمد» (خسرو شجاع‌زاده) نمی‌باید مسئولیت دختر دَمِ بختی را بپذیرد. به تدریج احمد و آقا کمال، هر دو، به گُل‌رُخ علاقه‌مند می‌شوند. آقا کمال که دچار عذاب وجدان است موضوع را با دوست معتمدش «قاسم آقا» در میان می‌گذارد، و با حالی سودایی مردم محل را از خود می‌راند، و در حالتی ناهوشیار خود را در زیرزمین خانه‌اش اخته می‌کند. او شب از بستر بیماری برمی‌خیزد و پسرش را در اتاق گُل‌رُخ می‌بیند؛ به مسجد می‌رود و طلب استغفار می‌کند. روز بعد پسرکی برای همسر آقا کمال و فرزندش خبر می‌برد که آقا کمال پای سقاخانهٔ محل، جان داده‌است.

## بازیگران
- عزت‌الله انتظامی
- فرشته جنابی
- خسرو شجاع‌زاده
- رضا بنی‌احمد
- سیروس حسن‌پور
- مهین شهابی